# Список глав государств в 588 году
Список глав государств в 587 году — 588 год — Список глав государств в 589 году — Список глав государств по годам

## Африка
- Аксумское царство — Хатаз, негус (ок. 575 — ок. 590)

## Америка
- Баакульское царство — Иш Йо’ль Ик’наль, царица (583 — 604)
- Канульское царство — Ук’ай Кан , царь  (579 — ок. 611)
- Шукууп (Копан) — К’ак'-Ти-Чан, царь (578 — 628)

## Азия
- Абхазия (Абазгия) — Финиктиос, князь (ок. 580 — ок. 610)
- Вансюан (Ранние Ли) — Ли Нам Де II, император (571 — 602)
- Гассаниды — аль Ну'ман VII ибн аль-Харит, царь (583 - ?)
- Дханьявади — Тюрия Пабба, царь[англ.] (575 — 600)
- Индия — 
  - Вишнукундина — Янссрайя Мадхав Варма IV, царь[лит.] (573 — 621)
  - Западные Ганги — Мушкара, махараджа (579 — 604)
  - Маитрака — Дхарасена II, махараджа[англ.] (ок. 570 — ок. 595)
  - Паллавы (Анандадеша) — Симхавишнуварман, махараджа (574 — 600)
  - Пандья — Кадунгон, раджа (560 — 590)
  - Чалукья — Киртиварман I, раджа (566 — 597)
- Камарупа — Стхитаварман, царь (566 — 590)
- Картли — Гурам I, эрисмтавар (588 — 590)
- Кахетия — Адарнасе I, князь (580 — 637)
- Китай (Период Южных и Северных династий) — 
  - Суй — Вэнь-ди (Ян Цзянь), император (581 — 604)
  - Чэнь — Чэнь Шубао, император (582 — 589)
- Корея (Период Трех государств):
  - Когурё — Пхёнвон, тхэван (559 — 590)
  - Пэкче — Видок, король (554 — 598)
  - Силла — Чинпхён, ван (579 — 632)
- Лахмиды (Хира) — аль-Ну'ман III ибн аль-Мундир, царь (580 — 602)
- Паган — Хтун Пийт, король[англ.] (582 — 598)
- Персия (Сасаниды) — Ормизд IV, шахиншах (579 — 590)
- Раджарата (Анурадхапура) — Аггабодхи I, король (564 — 598)
- Тарума — Кертаварман, царь (561 — 628)
- Тогон — Муюн Куалюй, правитель (540 — 591)
- Тюркский каганат — 
  - Чоллыг-Джагбу-Бага, каган (587 — 588)
  - Юн-Улуг, каган (588 — 599)
- Тямпа — Самбуварман, князь (572 — 629)
- Химьяр — Масрук, царь (ок. 587 — 599)
- Ченла — Бхававарман I, раджа (580 — 598)
- Япония — Сусюн, император (587 — 592)

## Европа
- Аварский каганат — Баян I, каган (562 — 602)
- Англия —
  - Берниция — Хусса, король (585 - 593)
  - Восточная Англия — Титила, король (578 - 593)
  - Дейра — 
    - Элла, король (559 — 588)
    - Этельрик, король (588 — 604)

  - Думнония — Герайнт ап Константин, король (560 — 598)
  - Каер Гвенддолеу — Араун ап Кинварх, король (573 — ок. 630)
  - Кент — Эрменрик, король (ок. 540 — 591)
  - Мерсия — Креода, король (568 — 593)
  - Пеннины — 
    - Дунотинг (Северные Пеннины) — Динод Толстый, король (ок. 525 — ок. 595)
    - Пик (Южные Пеннины) — Сауил Высокомерный, король (ок. 525 — 590)

  - Регед — 
    - Северный Регед — Оуэн ап Уриен, король (586 — 593/595)
    - Южный Регед — Двиуг ап Лливарх, король (586 — 593)

  - Уэссекс — Кевлин, король (560 — 591)
  - Элмет — Кередиг ап Гваллог, король (586 — 616)
  - Эссекс — Следда, король (568 — 604)
- Арморика — Алан I, король (584 — 594)
- Бавария — Гарибальд I, герцог (ок. 548 — 591)
- Бро Варох — Варох II, король (577 — 594)
- Вестготское королевство — Реккаред I, король (586 — 601)
- Византийская империя — Маврикий, император (582 — 602)
  - Равеннский экзархат — Смарагд, экзарх (585 — 589)
- Ирландия — Аэд мак Айнмере, верховный король (586 —  598)
  - Айлех — Колман Римид мак Баэтан, король (580 — 604)
  - Коннахт — Уату, король (577 — 601/602)
  - Лейнстер — Аэд Дибине, король (580 — 595)
  - Мунстер — Федлимид мак Тигернах, король (586 — 590/593)
  - Ольстер — 
    - Аэд Дуб мак Суибни, король (581 — 588)
    - Фиахне мак Баэтан, король (588 — 626)
- Лангобардское королевство — Аутари, король (584 — 590)
  - Беневенто — Зотто, герцог (571 — 591)
  - Сполето — Фароальд I, герцог (570 — 592)
  - Фриуль — Гизульф I, герцог (568 — 590)
- Папский престол — Пелагий II, папа римский (579 — 590)
- Уэльс —
  - Брихейниог — Идваллон ап Лливарх, король (580 — 620)
  - Гвинед — Бели ап Рин, король (ок. 580 — ок. 599)
  - Дивед — Петрок ап Кингар, король (570 — 595)
  - Поуис — Кинан Гаруин, король (ок. 560 — ок. 610)
- Франкское королевство — 
  - Австразия — 
    - Хильдеберт II, король (575 — 595/596)
    - Вандален, майордом (581 — 600)

  - Бургундия — Гунтрамн, король (561 — 592)
  - Нейстрия — Хлотарь II Великий, король (584 — 629)
- Швеция — Йостен, король (ок. 575 — ок. 600)
- Шотландия —
  - Дал Риада — Айдан Вероломный, король (574 — 608)
  - Пикты — Гартнарт II, король (584 — 599)
  - Стратклайд (Альт Клуит) — Ридерх Щедрый, король (ок. 580 — ок. 613)

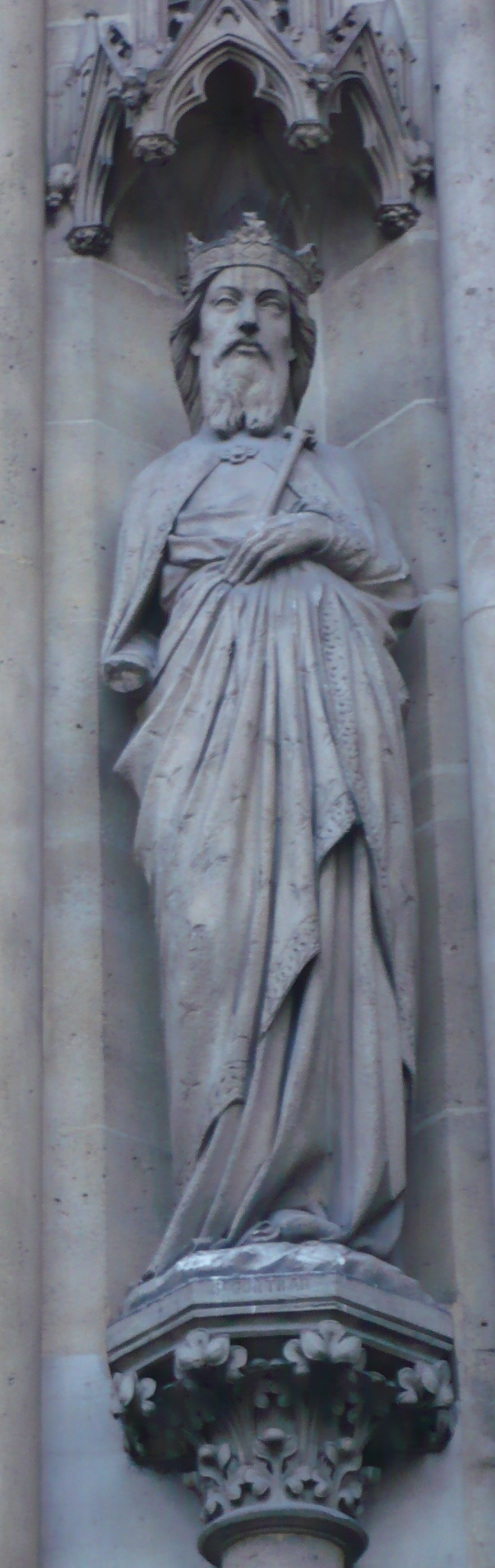
Гунтрамн 561-592 Король Бургундии
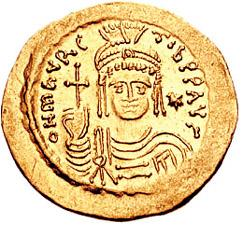
Маврикий 582-602 Император Византии
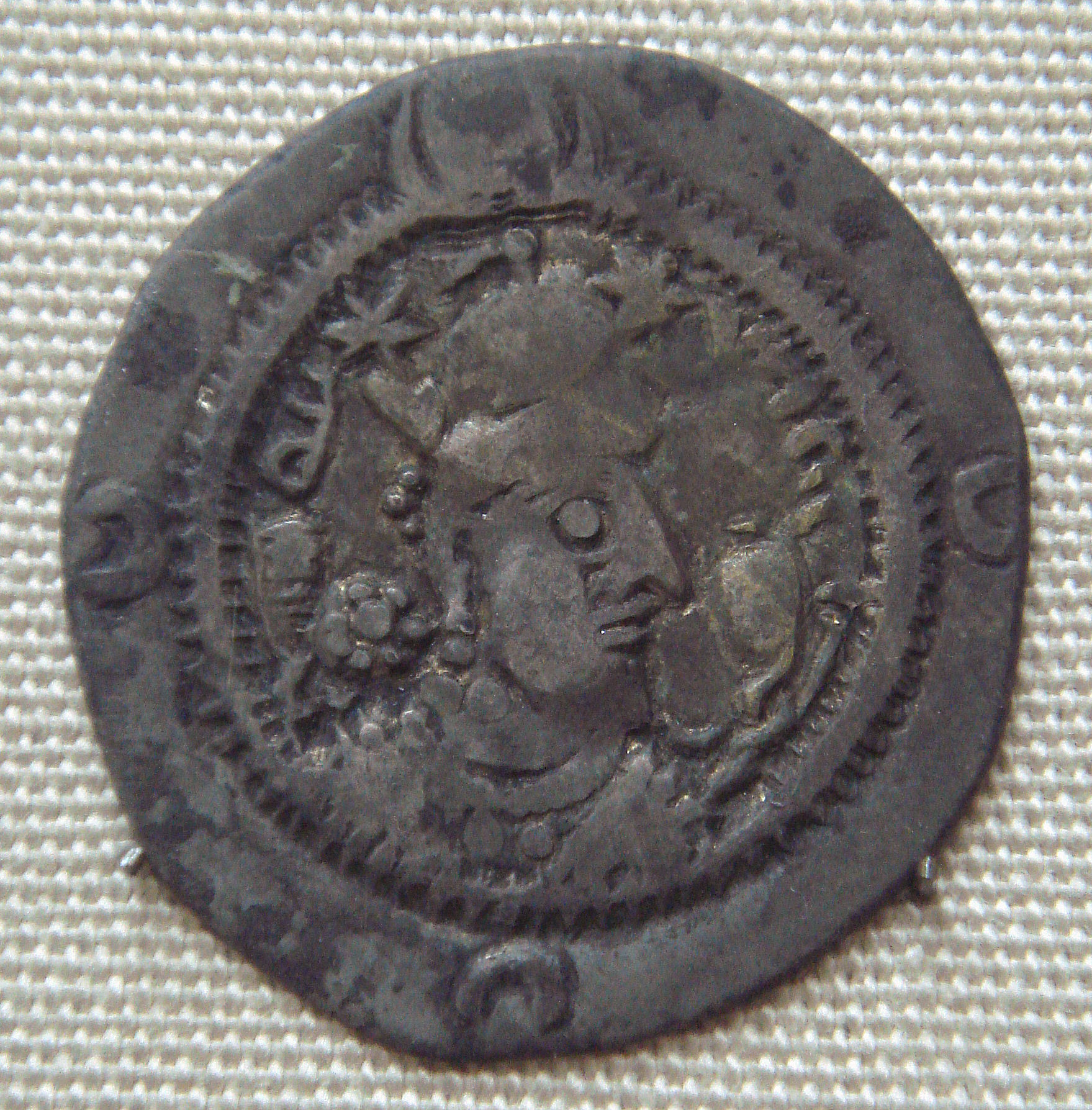
Хормизд IV 579-590 Шахиншах Персии
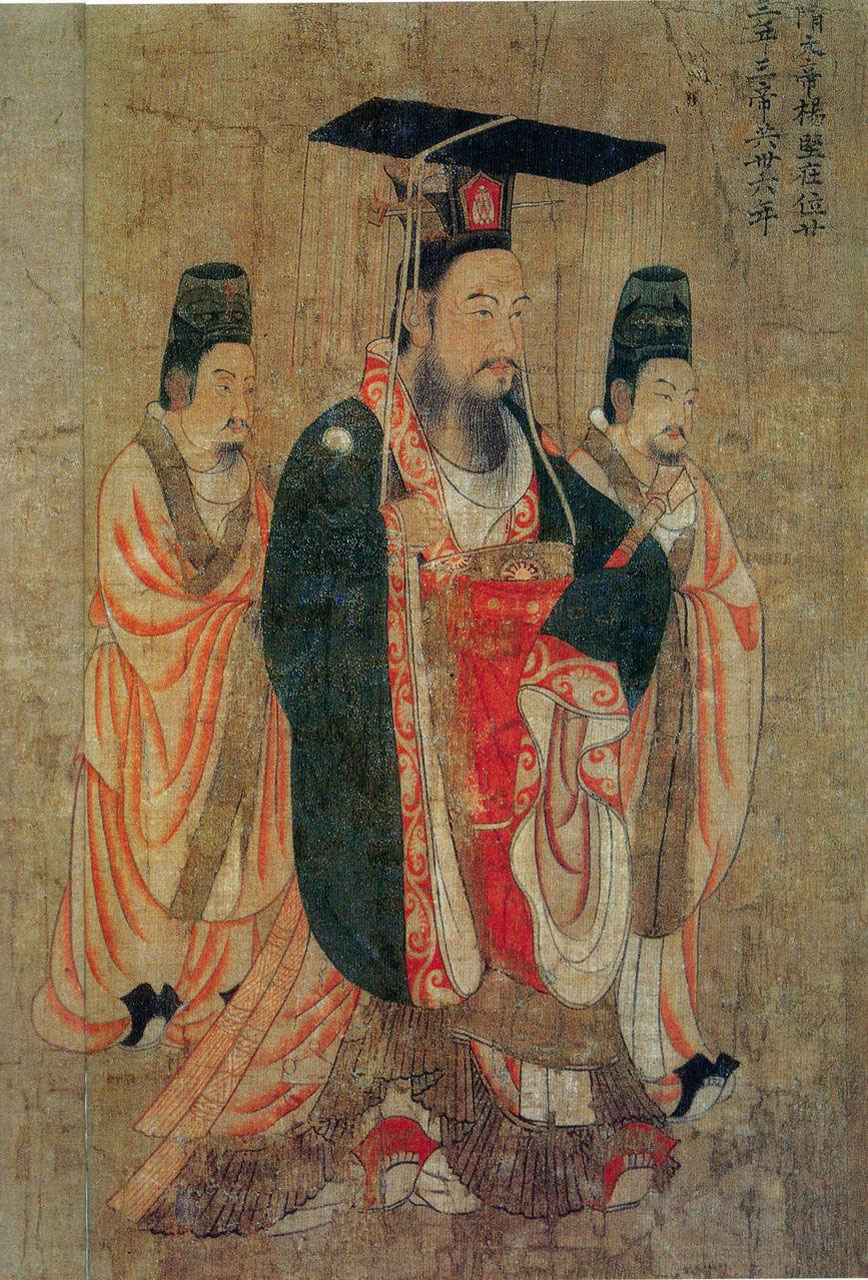
Вэнь-ди 581-604 Император Суй
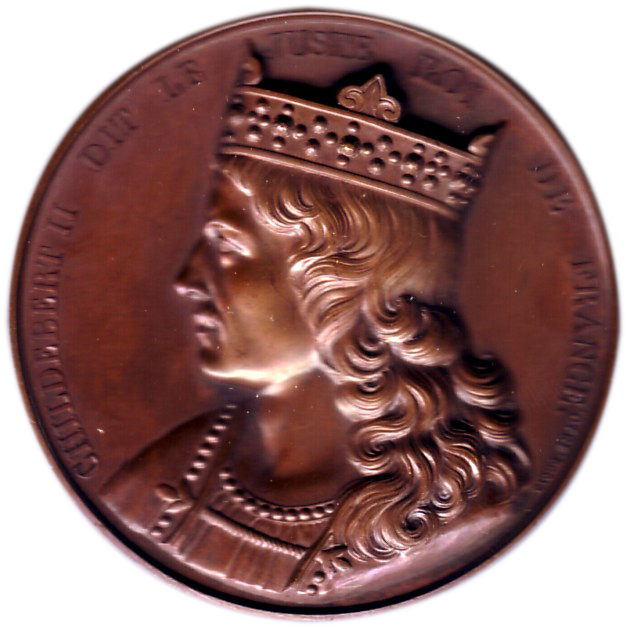
Хильдеберт II 575-595/596 Король Австразии
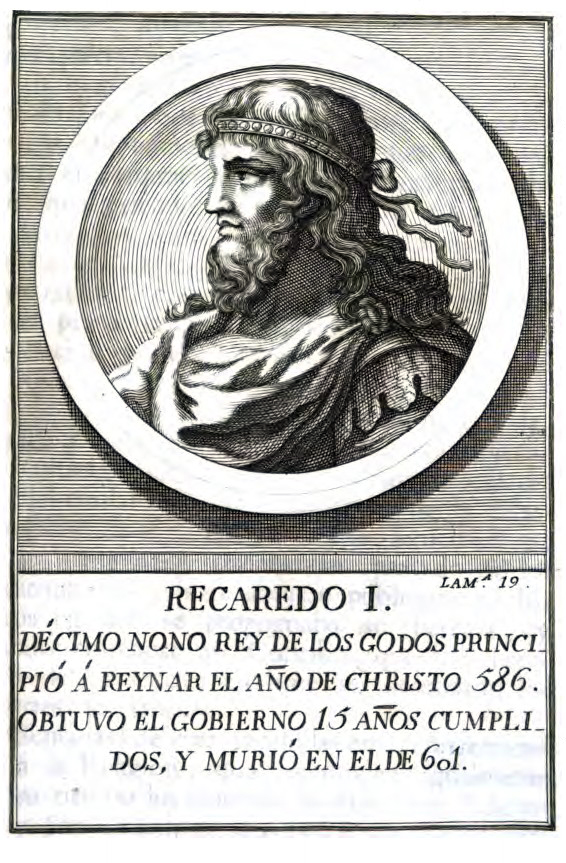
Реккаред I 586-601 Король вестготов
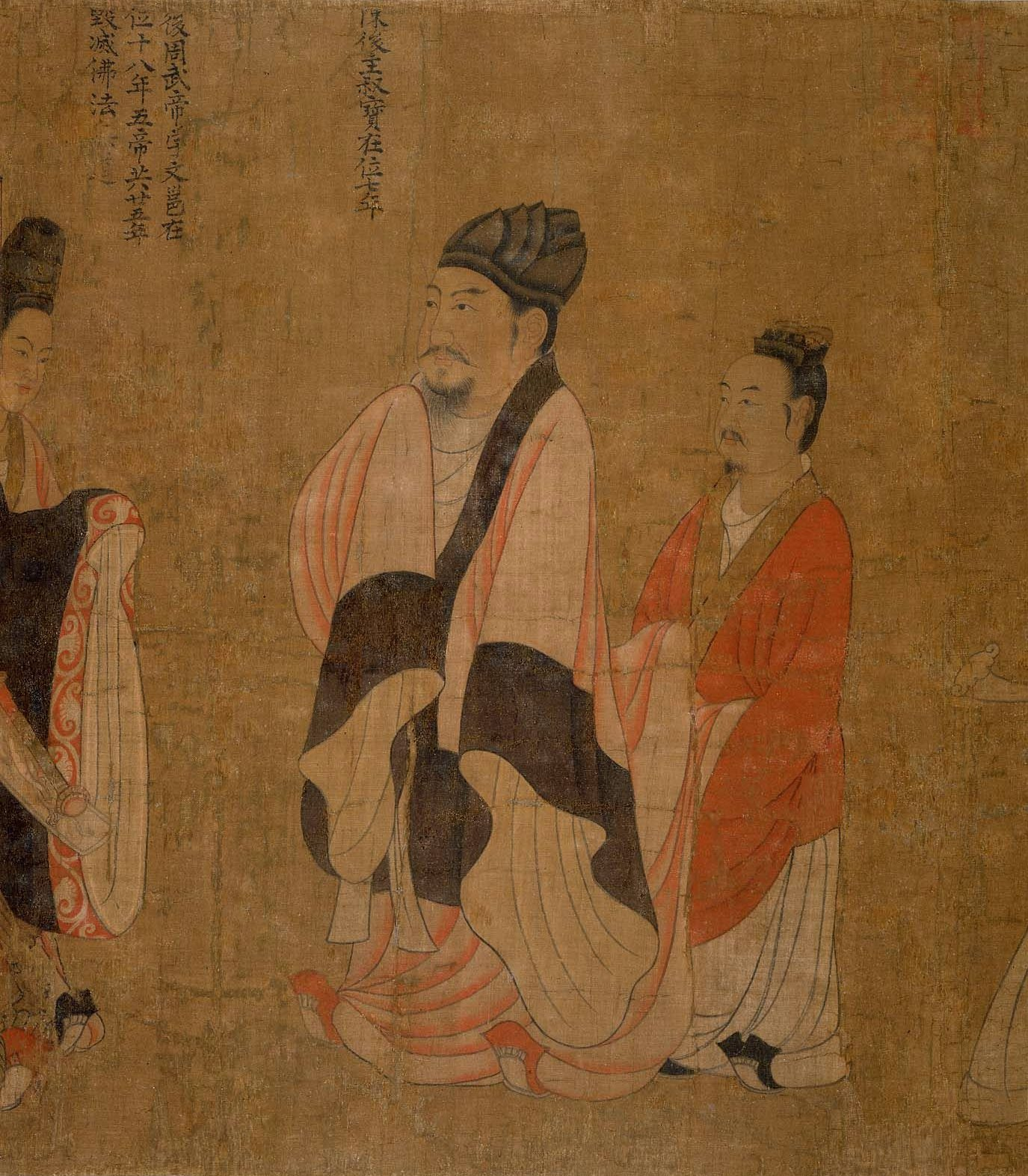
Чэнь Шубао 582-589 Император Чэнь
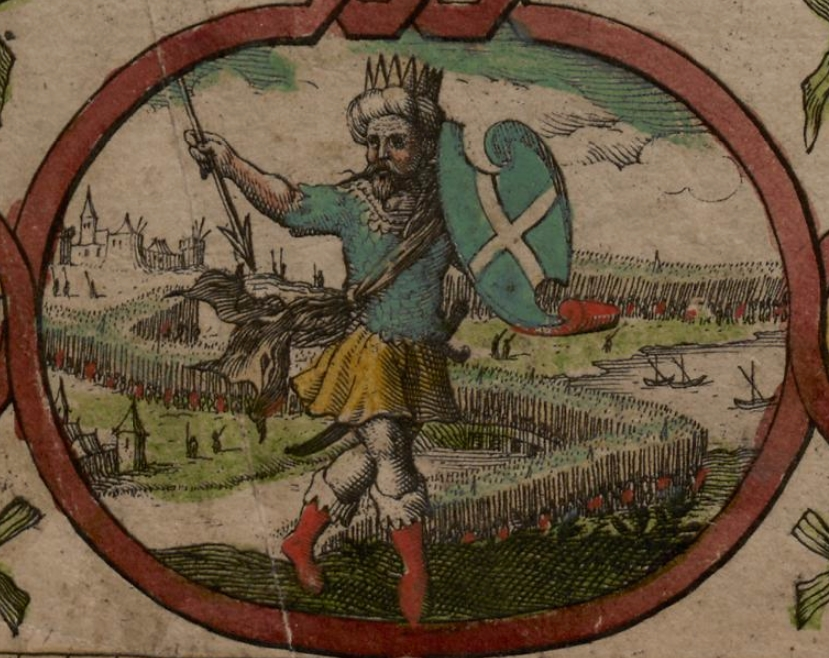
Креода 568-592 Король Мерсии
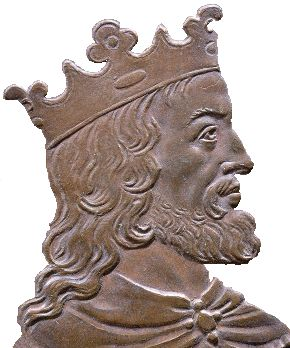
Хлотарь II 584-629 Король Нейстрии
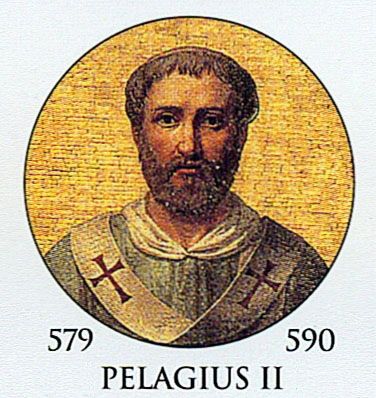
Пелагий II 579-590 Папа римский